# Hustota zčernání

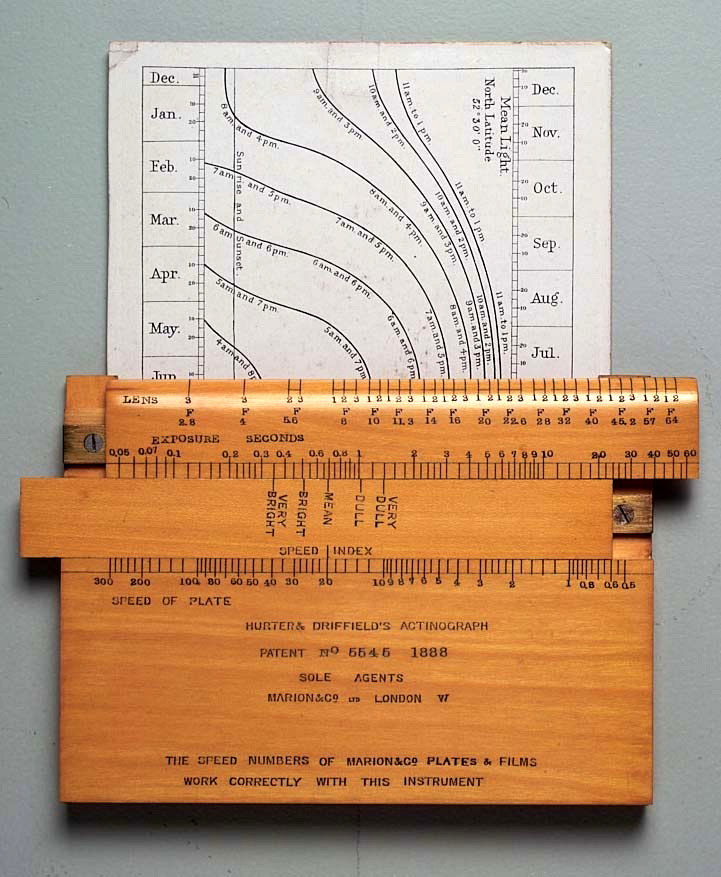
Hurterův a Driffieldův denzitometr.

Hustota zčernání ve fotografii je logaritmus poměru intenzity dopadajícího světla k intenzitě světla, které prošlo fotografickou emulzí. Zčernání fotografické emulze závisí na různých faktorech, především na intenzitě a délce osvitu (gradační křivka). Měří se mikrofotometrem nebo denzitometrem. Zčernání v závislosti na stopě objektu, které po dobu osvitu projde negativem, se mění - na okrajích negativu je menší než uprostřed. Má na něj vliv i předosvětlení negativu světlem oblohy a rozptýleným světlem v optice, které způsobují postupné zvýšení citlivosti emulze a tím i zjasnění později exponovaných objektů (Eberhardův efekt).

## Historie
Ferdinand Hurter a Vero Charles Driffield začali v letech 1876 - 1890 systematicky pozorovat vlastnosti a určovali charakteristické citlivosti fotografické emulze - pokládají základy denzitometrie a senzitometrie.